# 張吉吟
張吉吟（1987年9月23日—），綽號「泛舟哥」，是一名台灣網路紅人、保險業務員。
因在2015年的颱風蓮花肆虐期間接受TVBS新聞台隨機抽訪，並於鏡頭前瞪大眼睛說了句「颱風天就是要泛舟啊，不然要幹嘛？」一夕爆紅。

## 生平
2015年7月5日，TVBS新聞台製作蓮花颱風相關報導，記者採訪在墾丁海邊的張吉吟，張吉吟不忌風浪衝口而出：「颱風天就是要泛舟呀，不然要幹嘛」，其玩世不恭的態度和充滿喜感的臉部表情，使這則受訪影片在網路被廣泛流傳。張吉吟一開始受到批評，但影片後來被網友擷取圖片，合成各種惡搞圖片與迷因並加上有趣對白，在社群網路引發風潮。張吉吟也因網路人氣暴漲，被稱為「泛舟哥」，他因而成立Facebook粉絲專頁並受邀至電視節目。
2016年新竹市市長林智堅外貌高度相似，促成兩人合拍一支節能省電廣告。

## 個人生活
2020年10月13日，張吉吟在Facebook粉絲專頁宣布已婚；2021年2月5日，迎來一女。

## 書籍
- 2015年，《人生只有一次！華麗的翻滾跳躍吧！》，時報出版，ISBN 9789571364247

## 節目通告
| 節目       | 日期          | 集數   | 主題                                           |
| ---------- | ------------- | ------ | ---------------------------------------------- |
| 康熙來了   | 2015年7月27日 | 2817集 | 就是要看康熙啊 不然要幹嘛？！ 爆紅人物蒞臨康熙 |
| 娛樂百分百 | 2015年8月17日 |        | 娛樂神爆卦                                     |

## 外部連結
- 張吉吟的Facebook專頁
- 張吉吟的Instagram帳戶